# ارين نورمان
ارين نورمان (بالإنجليزية: Warren Norman)‏ هو لاعب كرة قدم أمريكية أمريكي، ولد في 30 ديسمبر 1990 في ستون ماونتن في الولايات المتحدة.